# Väte-4
Väte-4 är en syntetisk isotop av väte, som kan produceras genom att bombardera tritium (väte-3) med deuterium (väte-2). Den innehåller 3 neutroner, och sönderfaller genom neutronemission, och har en halveringstid på 9,93696·10−23 sekunder.
Atommassan är 4,0279121 u.